# Reckingen/Mess
Reckingen/Mess (luxemburgisch Reckeng op der Mess, französisch Reckange-sur-Mess) ist eine Gemeinde im Großherzogtum Luxemburg und gehört zum Kanton Esch an der Alzette.

## Zusammensetzung der Gemeinde
Die Gemeinde Reckingen/Mess besteht aus folgenden Ortschaften:
- Ehlingen
- Limpach
- Pissingen
- Reckingen/Mess
- Roedgen
- Wickringen

## Geschichte
Das Dorf Reckingen, jetziges Hauptdorf der Gemeinde, besteht seit dem 10. Jahrhundert. Bis zur Französischen Revolution gehörten die Dörfer des jetzigen Reckingen verschiedenen „Häusern“ sowie den Klöstern Münster und Marienthal. Seit 1784 besteht die Gemeinde in ihrer heutigen Form. Zwischen 1823 und 1856 gehörte aber auch Leudelingen zur Reckinger Gemeinde.

## Lollingen und Rüssingen
Lollingen (Lallengerhaff) war der Sitz einer Ritterfamilie. Diese übertrug ihren Besitz an das Kloster Marienthal. Heute gibt es keine Überreste vom „Lallengerhaff“ mehr.
Rüssingen ist ein seit dem 17. Jahrhundert ausgestorbenes Dorf, das in der Nähe von Reckingen lag. Bis zum 18. Jahrhundert stand nur noch die Kirche, doch diese zerfiel zuletzt auch. Bis vor kurzem erinnerte ein Kreuz an den ehemaligen Ort.